# ピクトグラム

国際シンボルマーク（車椅子マーク）

非常口マーク

ピクトグラム（英語: pictogram）あるいはピクトグラフ（英語: pictograph）とは、グラフィック・シンボルの典型であって、意味するものの形状を使って、その意味概念を理解させる記号を意味する。グラフィック・シンボルは図記号とも呼ばれISOが公用語にしている。ピクトグラムの和訳は絵文字あるいは絵ことばで、「絵ことば」は1964年の東京オリンピックのアート・ディレクターの勝見勝によって積極的に使われた。ピクトグラムとピクトグラフは混同されやすいが、「-グラム」は「書かれたもの」、「-グラフ」は「書くための機器」のことであるので、ピクトグラムが正しい。

## 概要
ピクトグラムの特徴は、第一にデザインにある。輝度差のある2色で生み出す輪郭で伝えたい物をできる限り単純化して形を生み出す。見る人の体験に応じて、事前の学習無しでも即時的、国際的にわかる伝達効果を生む。絵文字と絵ことばは単語と文に相当する。たとえば、トイレを表す絵文字があり方向を示す矢印が添えられると、「トイレはあちら」という絵ことばになる。

### 道路標識のピクトグラム

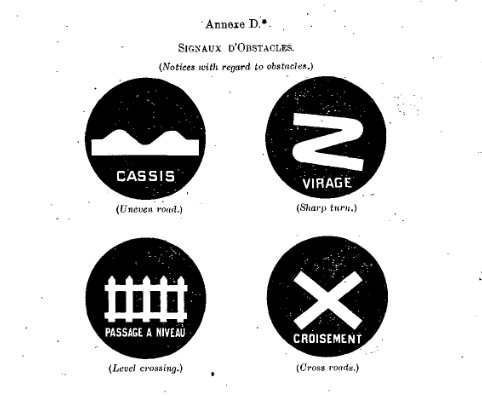
1909年のパリの道路標識

1909年にヨーロッパでは道路標識をピクトグラムで表すことが行われ、でこぼこあり、踏切ありなどを絵表示した4種類の国際道路標識が用いられた。1949年に国連で「道路標識および信号に関する議定書」が採択され、道路標識をピクトグラムで表そうという提案がされ、ヨーロッパの各国がこれを採用した。この国連標識では色と形で遠くからの予知と即時的認知を可能にした。円形は規制・禁止、三角形は注意標識、四角形の案内・指示という意味とされ、広く各種サインに応用された。
日本では1942年（昭和17年）の道路標識令（後の道路標識、区画線及び道路標示に関する命令）に基づく文字表記に頼っており、1963年（昭和38年）までは「右折禁止」などの文字で書かれていたが、翌1964年（昭和39年）の東京オリンピックを機に来日する外国人を考慮して、一部ヨーロッパで先行していたデザインを採用し、一部日本で手を加えた絵文字標識化が進んだ。

### 国際交流でのピクトグラムの利用

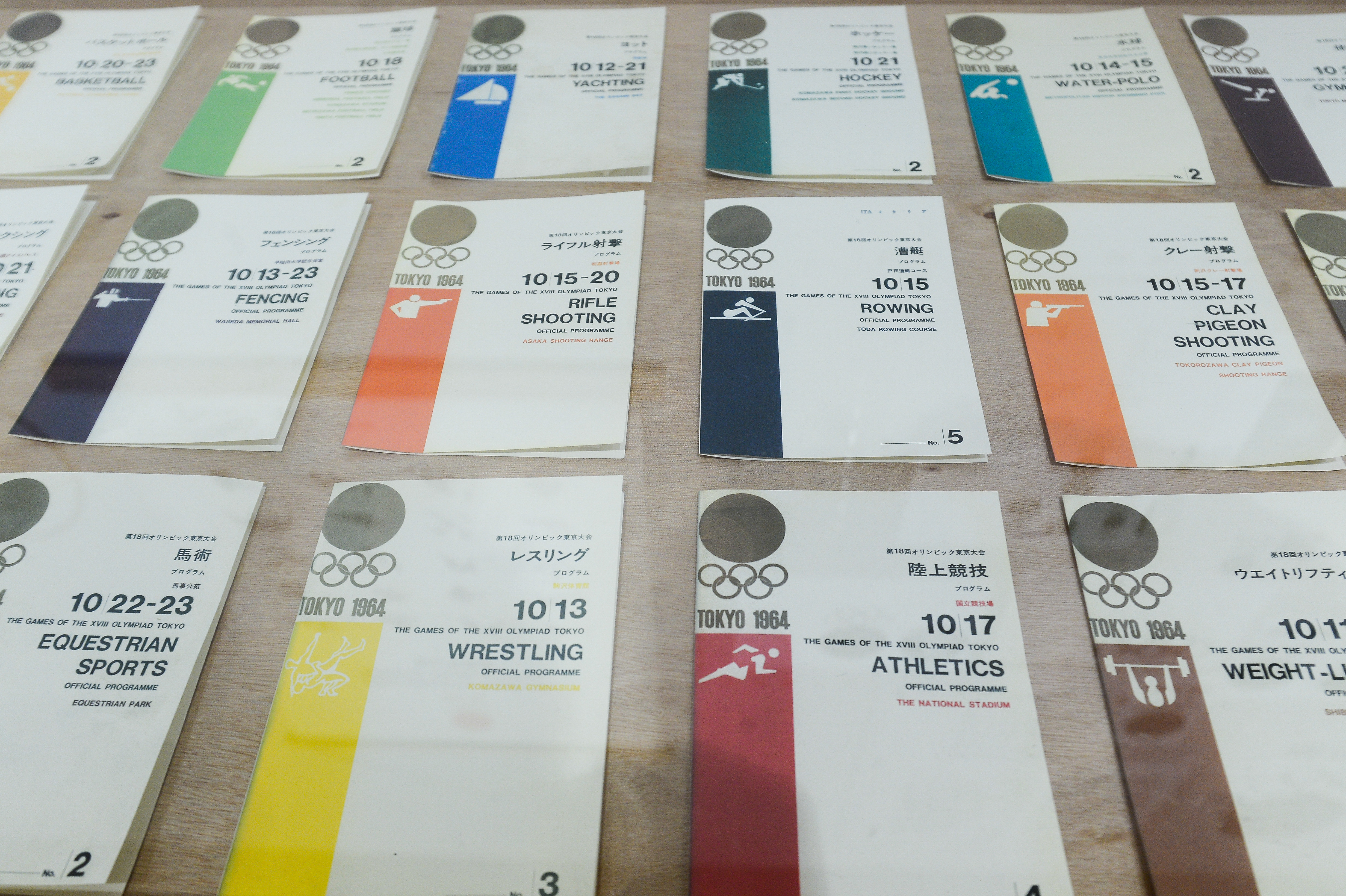
1964東京五輪のプログラム。種目を表すピクトグラムが用いられている。

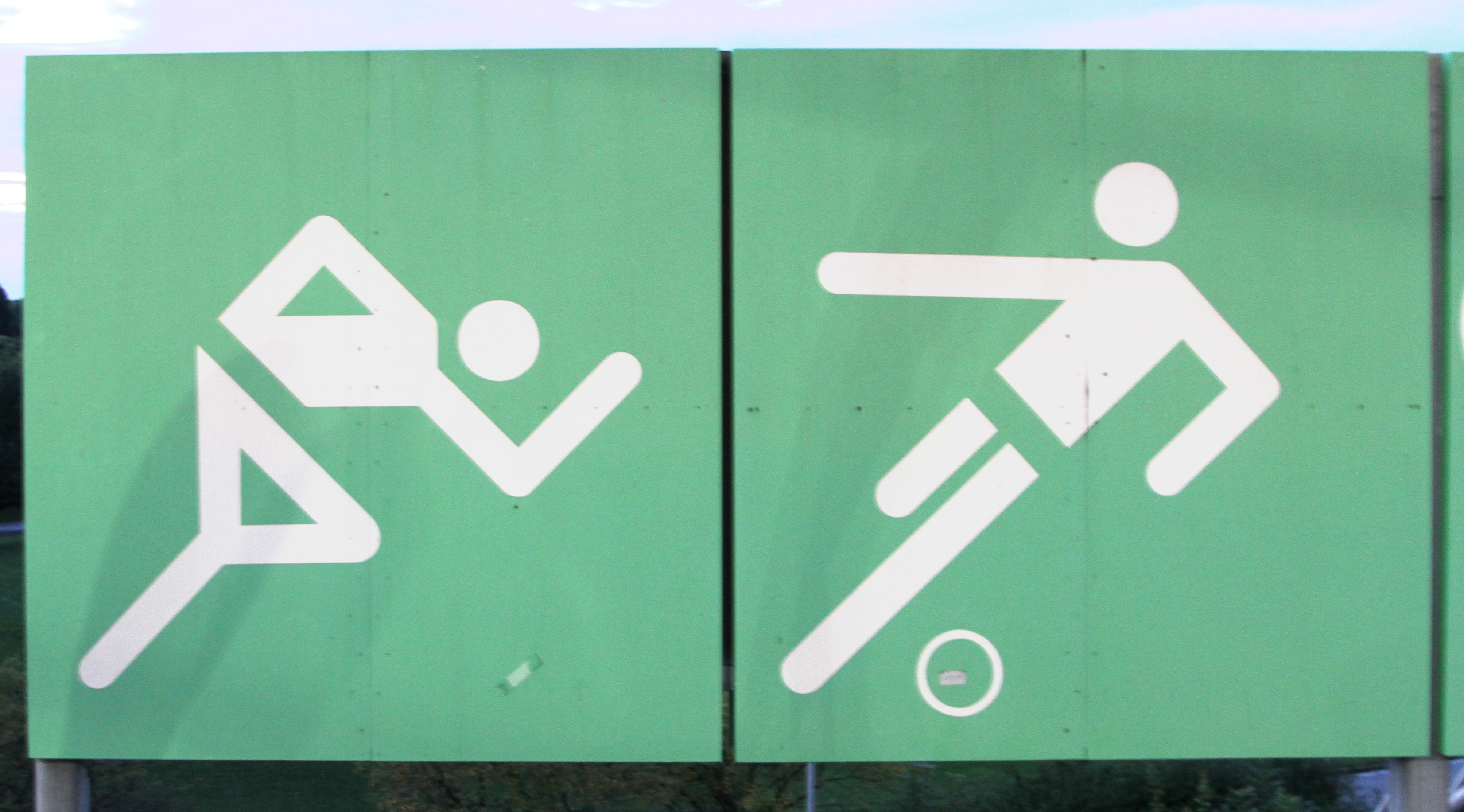
1972年ミュンヘンオリンピックのピクトグラム

1948年のロンドンオリンピックでは競技種目名を絵表示した「案内サイン」が用いられたが、そのデザインはまだ具象的で細かかった。国際交流に際してピクトグラムが初めて有効に使われたイベントは1964年の東京オリンピックであり、その後の国際イベントでのピクトグラム使用の先駆けとなった。
東京オリンピックで確かめられたピクトグラムの有効性は、その後の国際行事に例外なく採用された。その例はモントリオール博覧会（1967）、大阪万博（1970）、沖縄海洋博覧会（1975）などの国際博覧会や、東京以降の夏季・冬季五輪など多くを数える。
2021年に開催された東京オリンピックの開会式では、前述の経緯からピクトグラムの連続パフォーマンスが実施された。

### その後の動き
2002年には一般案内用図記号検討委員会の検討を経て代表的な案内用マーク（標準案内用図記号）125項目がJIS統一規格（JIS Z 8210）とされ、以降数度の改正により記号の追加・見直しが行われている。ピクトグラムは現在では生活の隅々まで行き渡っている。
デザインは基本的には国によって異なるが、国際的にある程度意味が統一されたものとしては、
- 国際シンボルマーク - 障がい者や高齢者やケガ人など各種障害のある人々向けの設備を示す。
- 禁煙マーク
- 非常口マーク - 小谷松敏文・太田幸夫らによるデザイン[11]。1982年1月20日に日本で制定（同年4月1日施行）され、1985年に日本の非常口表示が、消防・安全のためのピクトグラムを検討してきたISO/TC21の国際会議で内定したときは、新聞等で大きな話題になった[10]。1987年に国際標準化機構（ISO）に組み込まれた。

などがある。
外形があるものでは円・正方形・正三角形などが多いが、2016年リオデジャネイロオリンピック・パラリンピックのもの（パラリンピック競技にも個別ピクトグラムを作成したのは五輪史上初だという）は、ルーローの三角形を少し変形させたような形で、競技ごとに、その配置の方向が異なっている。
2020年東京オリンピックの開会式では、前回の東京大会である1964年東京オリンピックで国際的にピクトグラムが広まった事を受けて、全競技のピクトグラムを人力で再現するパフォーマンスを行った。それも相まって、日本では2021年の「新語・流行語大賞」で「ピクトグラム」がノミネートされた。
しかし2024年パリオリンピックでは、ピクトグラムが紋章をモチーフとしたデザインとなり、オリンピック公式サイトでも「単なる視覚的なイメージから、スポーツファンにとって印象的となる紋章として発展させた」と宣言するなど、従来のような視覚的わかりやすさを否定しデザイン性をより重視する動きも出てきている。

## アイソタイプ

### ノイラートの試み

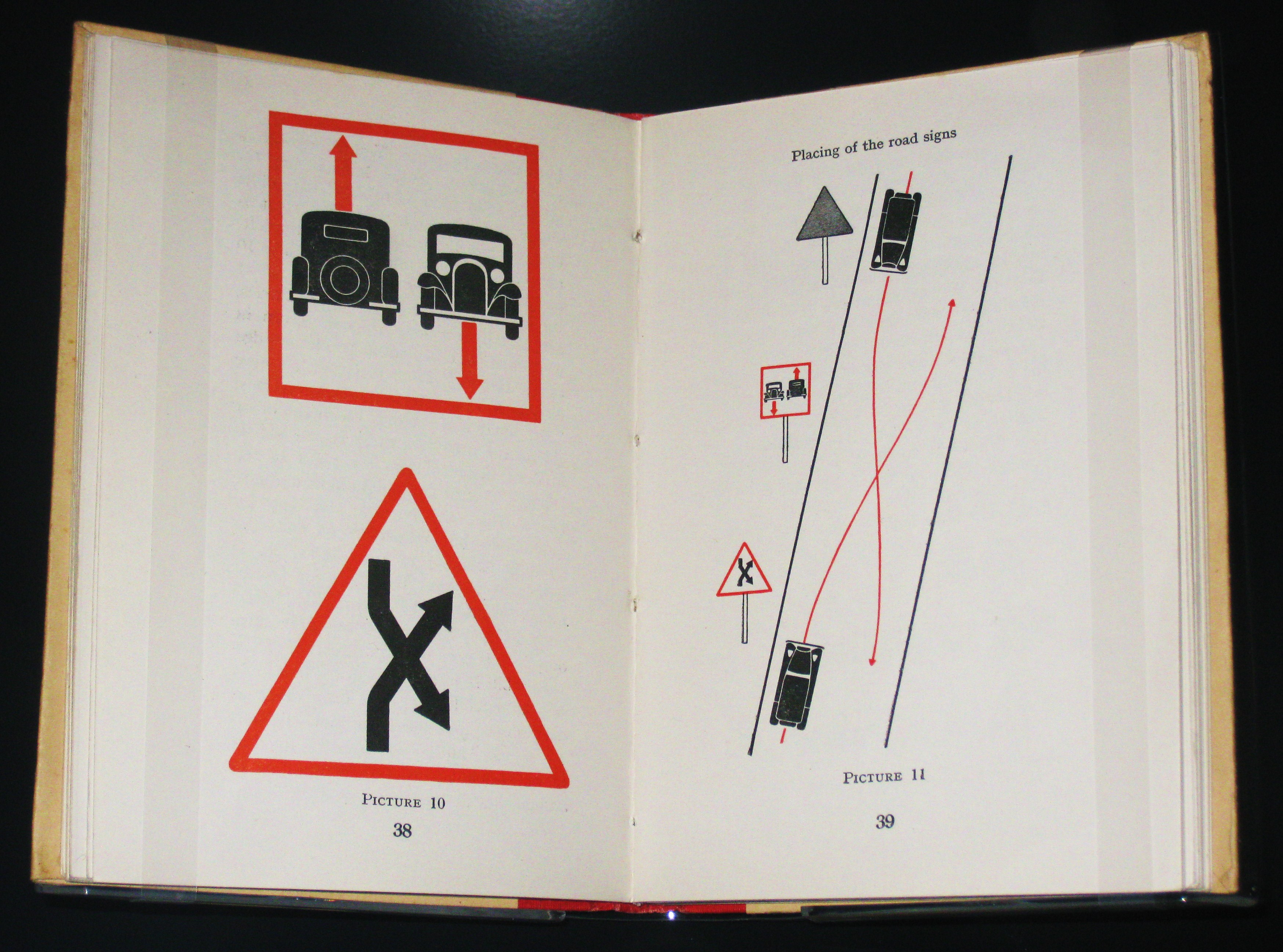
ノイラートのアイソタイプ

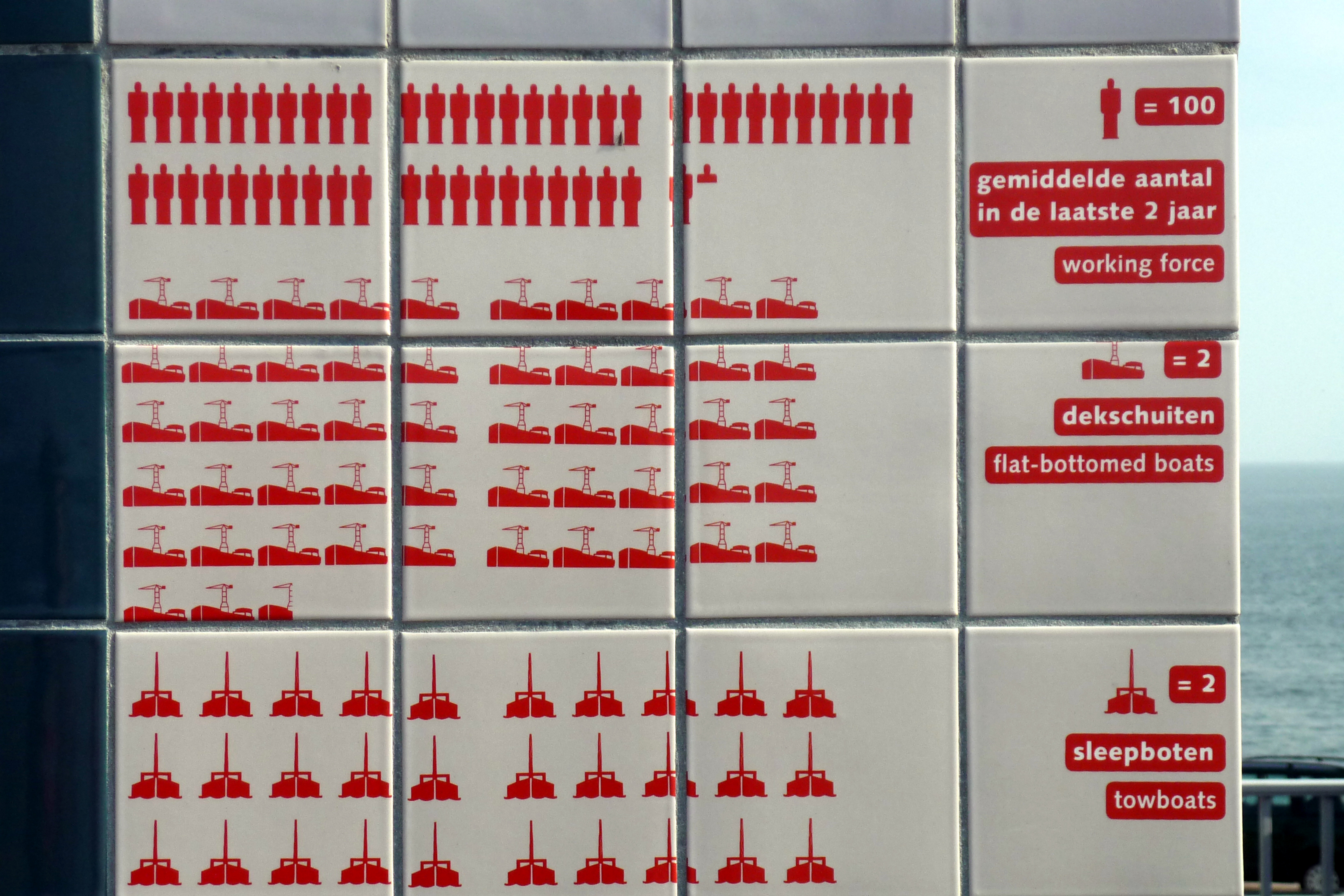
アイソタイプによる統計図

アイソタイプを用いた統計図

現代のピクトグラムにつながる世界中に通用する国際的な絵ことばの試みの最初は、1920年代にオットー・ノイラート(1882-1945)が考案したアイソタイプであった。ノイラートはウィーンの社会経済学者、哲学者で、1925年に絵による統計図表を展示する「ウィーン社会経済博物館」を設立した（博物館は1936年まで存続した）。彼は教育のための図表を考案し、「図は文書より大きな効果をもたらし、文書より長く存続する」と考え、図による補助は子どもたちに必要なものであるとし、地球上にある全ての言語に対応する国際図説言語（補助言語としての図記号）を作り、アイソタイプと名付けた。ISOTYPEとはInternational System Of TYpographic Picture Educationのことである。
彼は「見知らぬ国へやってきて現地の言語が分からない人は、見慣れない文字でも横に絵が添えられていれば，正しい対処方法を知ることができるだろう」「図記号は統計量の比較に補助となり得る」「ことばは隔たりを作り絵はつながりを作る」などと主張し、アイソタイプシステムと調和した図説による教育や掲示は、たとえ民族が違っても共通の認識を与えてくれると考え、「もし学校が国際的な図説言語と調和するような視覚教育を行うとすれば、それが世界中に共通する教育の土台となり、国際教育のあらゆる問いかけに対して新たな刺激を与えるものになる」として、「図による教育のための未来の教育システムが必要になるだろう」と述べている。
ノイラートは「事実に基づく図表の中でも特に注意を払ったのは数値を扱う統計図だ。統計図における唯一のルール、それは、図記号は一定量の物事を表すということである。つまり、たくさんの図記号はたくさんの物事を表しているのだ。」と述べて、図記号自体の大小で量を表す従来のシステムよりも、アイソタイプの統計図の方が優れているとしている。

### アイソタイプの教育効果
H.フォン・ブラッケン（H.von Bracken）はドイツの高校で心理学の教師をしていた時期に若い大学生と協力して、アイソタイプによる図説集『社会と経済』を使ったテストを作成した。ブラッケンはアイソタイプを補助的に使うことで、それ以外の図版よりも2.5倍長く記憶に残ることを発見した。
ウィリー・ハース（Willy Haas）は『社会と経済』という名の「ウィーン社会経済博物館による統計情報」を見た感想として、「このカラーの図記号が持つ奇妙な魅力に気づいている。もしあなたが現代の問題に関心のある20歳から30歳のいくつもの長い冬の夜を過ごす人間を幸せにしたいのなら、その人にこの本をあげるといい」と述べている。
ある教師の感想として「学習速度がゆっくりしているグループでさえも、いくつかのことばを使ってわかりやすくした図表を目の前にすると、目が覚めたように驚くほど多くを語り出す。男子学生たちは、数字やことばだけを見せられたときには決して思い浮かぶことのない文章を自分たちで作成した」と効果を述べている。
博物館の来場者の感想「ここに図表がなければ私はここに来なかっただろう。鑑賞者の思考が勝手に動き出したのだ。目の前の図記号や図表を見ていると、要点を理解したいという欲望が出てくる。そして生気の無い数字や文字では決して見えないものが見えてくる」。

## 統計学におけるピクトグラム

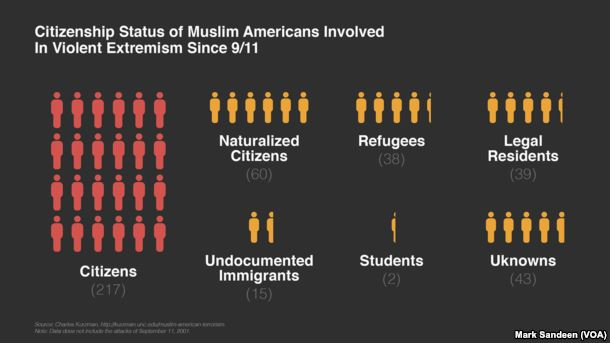
アイソタイプシステムの統計図の例。Citizenship Status of Muslim Americans Involved in Violent Extremism since 9 11

アイソタイプではない統計図の例。Minard-carte-viande-1858

統計学でのピクトグラムは、ほかのグラフと違い、絵記号で表すグラフである。絵記号で表す統計図に初めて必要なルールを定式化したのはノイラートであった。彼はウィーン社会経済博物館（1924－1935）や著書の中で具体例を多数作成して示した。ノイラートが述べている「統計図に関する特別なルール」は以下の通りである。
1. 1つの図記号は1つの量を表すようにしなければならない[21]。
  - 例えば国別の人数を比較する統計図の場合、背の高い人と低い人をならべた図よりも、一つの図記号の単位を決めてその数で表した方が、図に数字を加えなくても比較が簡単に読み取れる[27]。
2. 一つの図記号で表す数量はきりのいい数字でなければならない。
  - 図表には正確な数の図記号が使われる必要がある[28]。
3. 図記号の並べ方は記憶の助けとなるようなシンプルな記述方法によって決める。
4. 図が効果を上げるためには比較するための二次的な区分は少ない方が良い。
  - アイソタイプシステムでは5または6以上の区分は作らないことにしている[28]。
5. 図の構造は本を読むときのように左上から右下へ視線を導く。
  - このルールは特別な場合を除いて破らない方が良い[29]。
6. 国々の配置は一般に使われる地図と同じにしなければならない。
  - 図の上で国の配置が決まっている場合、変化の可視化は何を伝えたいかに依存する。[29]
7. アイソタイプシステムに正方形や円の存在する余地はない。
  - 正方形や円ではその国が他の国の何倍大きいとか、どの国とどの国を合わせたらその国と同じ大きさになるのかを知ることは不可能である。アイソタイプのルールを取り入れればこのことはクリアーになる。あらゆる平面は同じ形と大きさの単位図形で構成される。それによって面積の比較が可能になる[30]。
8. 幾何学的デザインの中で特に価値が高いのは折れ線グラフである。
  - 折れ線グラフは視覚的に変化がわかりやすい。大まかな内容をつかめ、一般的な見解を理解したり詳細な細部を知ることもでき、見ることの負担にならない[31]。

## ギャラリー

禁煙
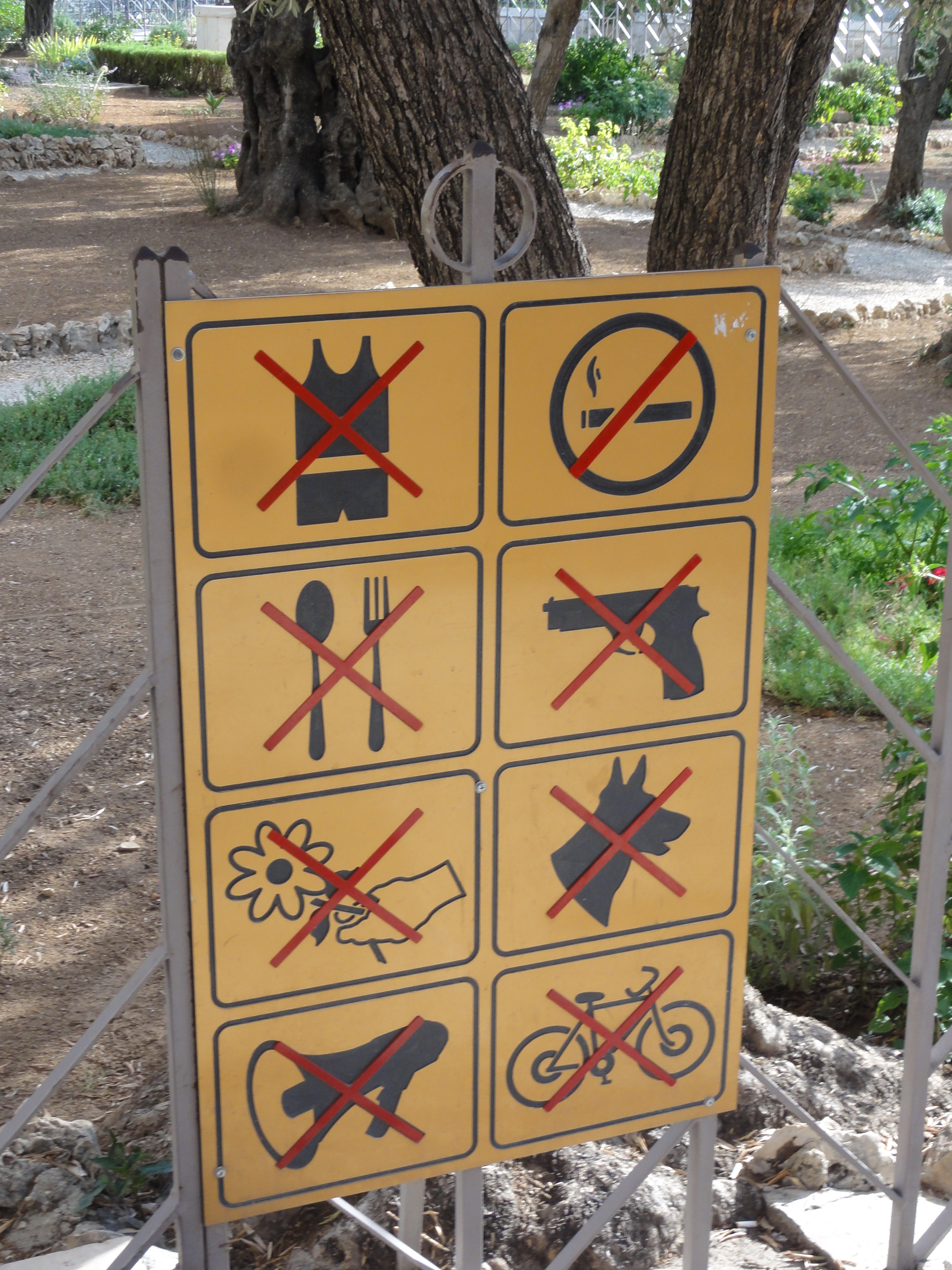
イスラエルの公共スペースにおける8つの禁止事項
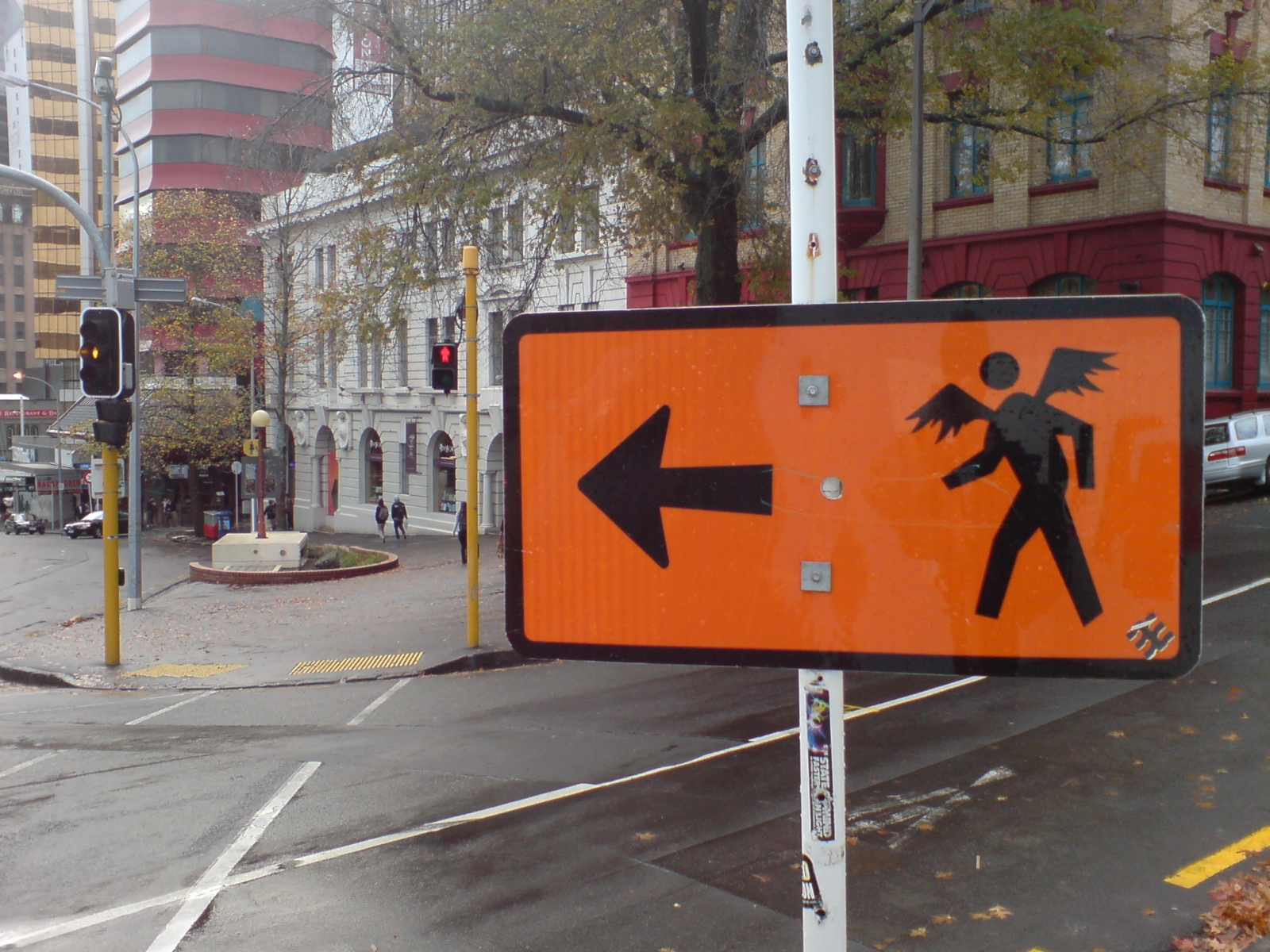
歩行者の横断に注意を促す標識、人物像には天使ないし悪魔を思わせる翼の落書きが加えられている
EU規格であるEN71に定められた、三歳未満の乳幼児には適さないとの注意表示
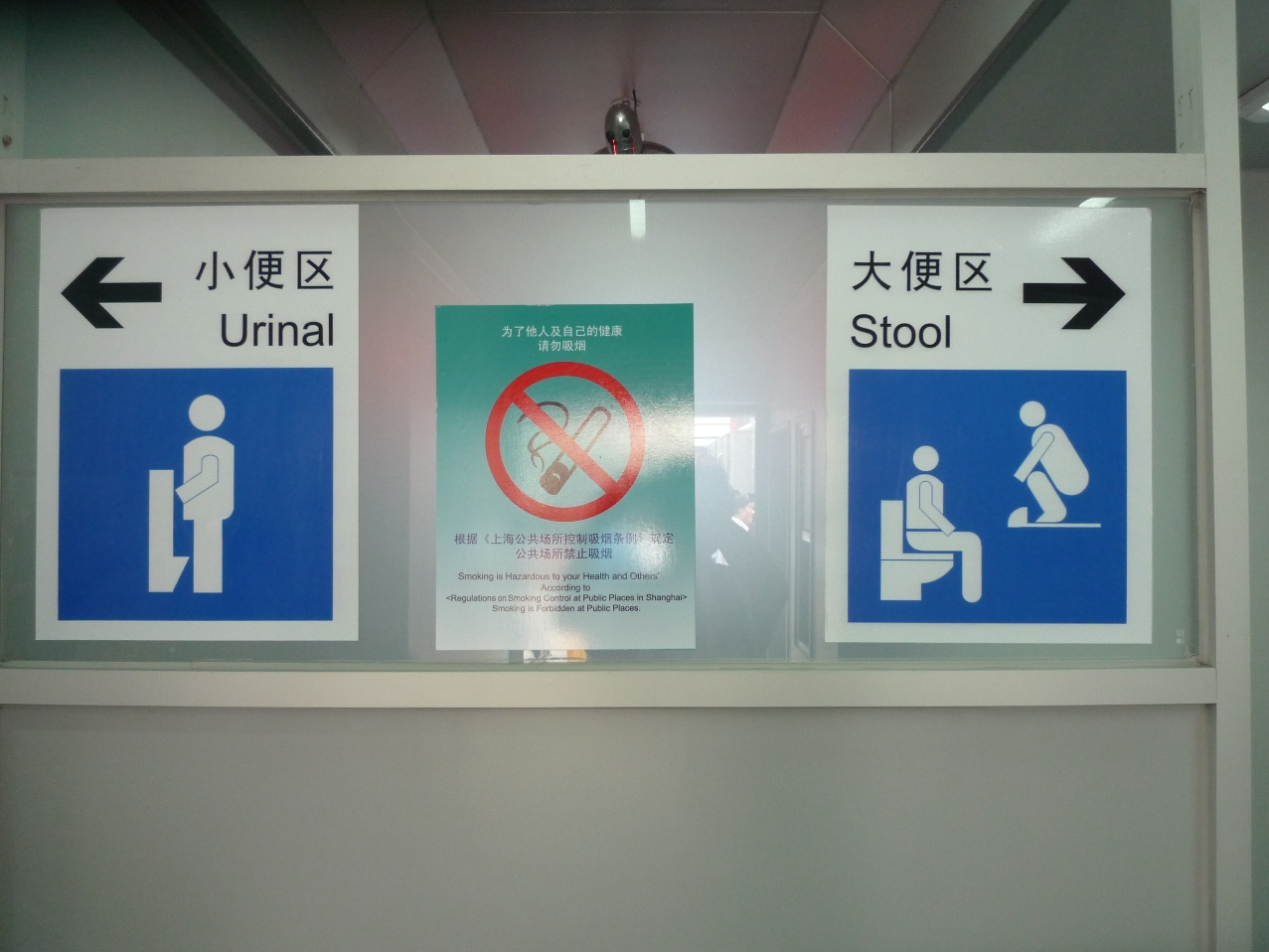
小便区・大便区 （上海万博会場内）
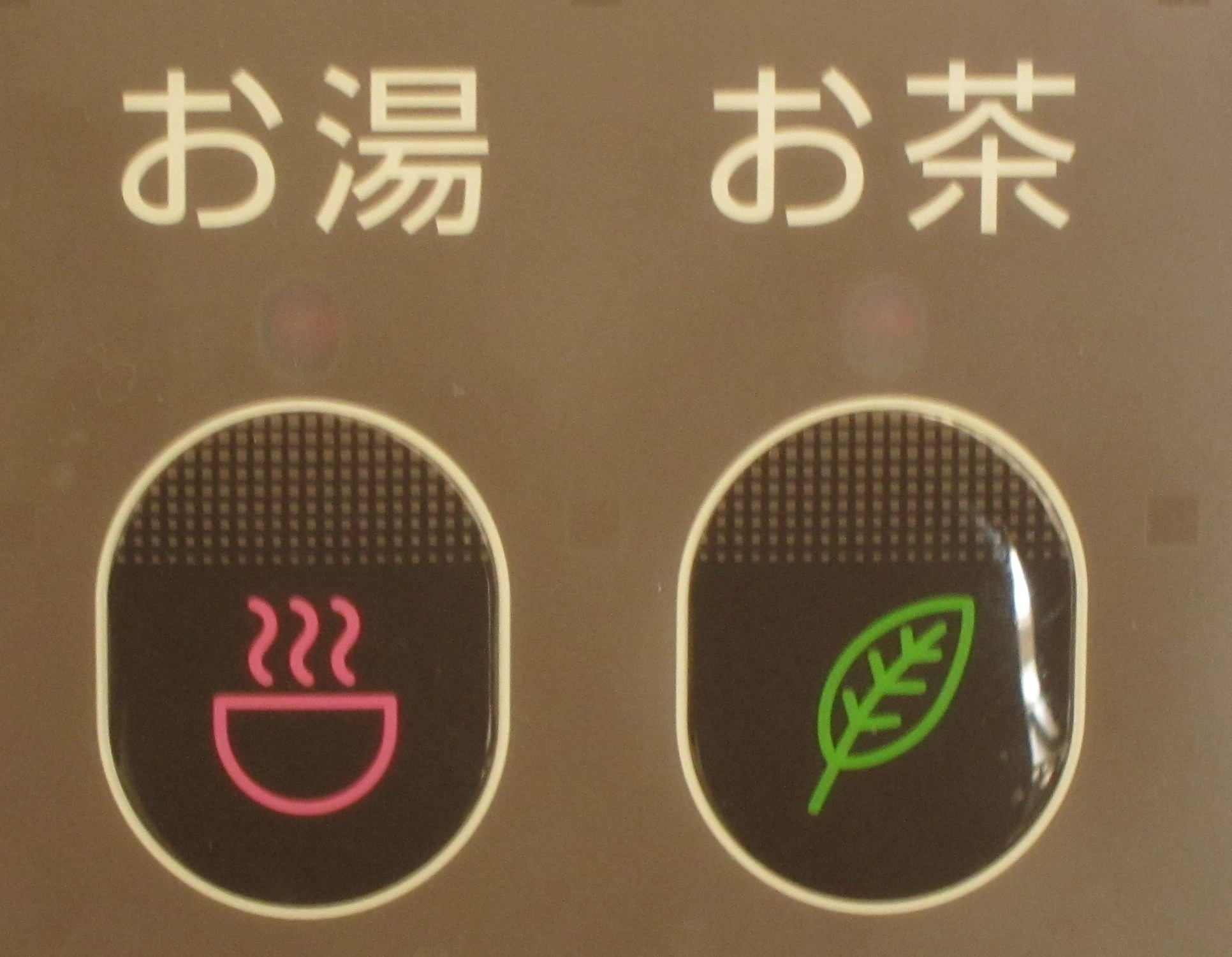
お湯・お茶
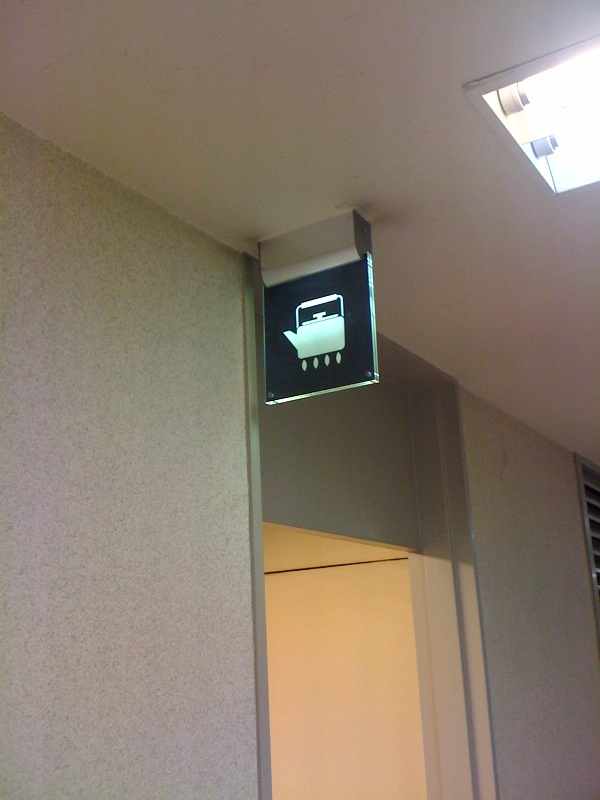
給湯室
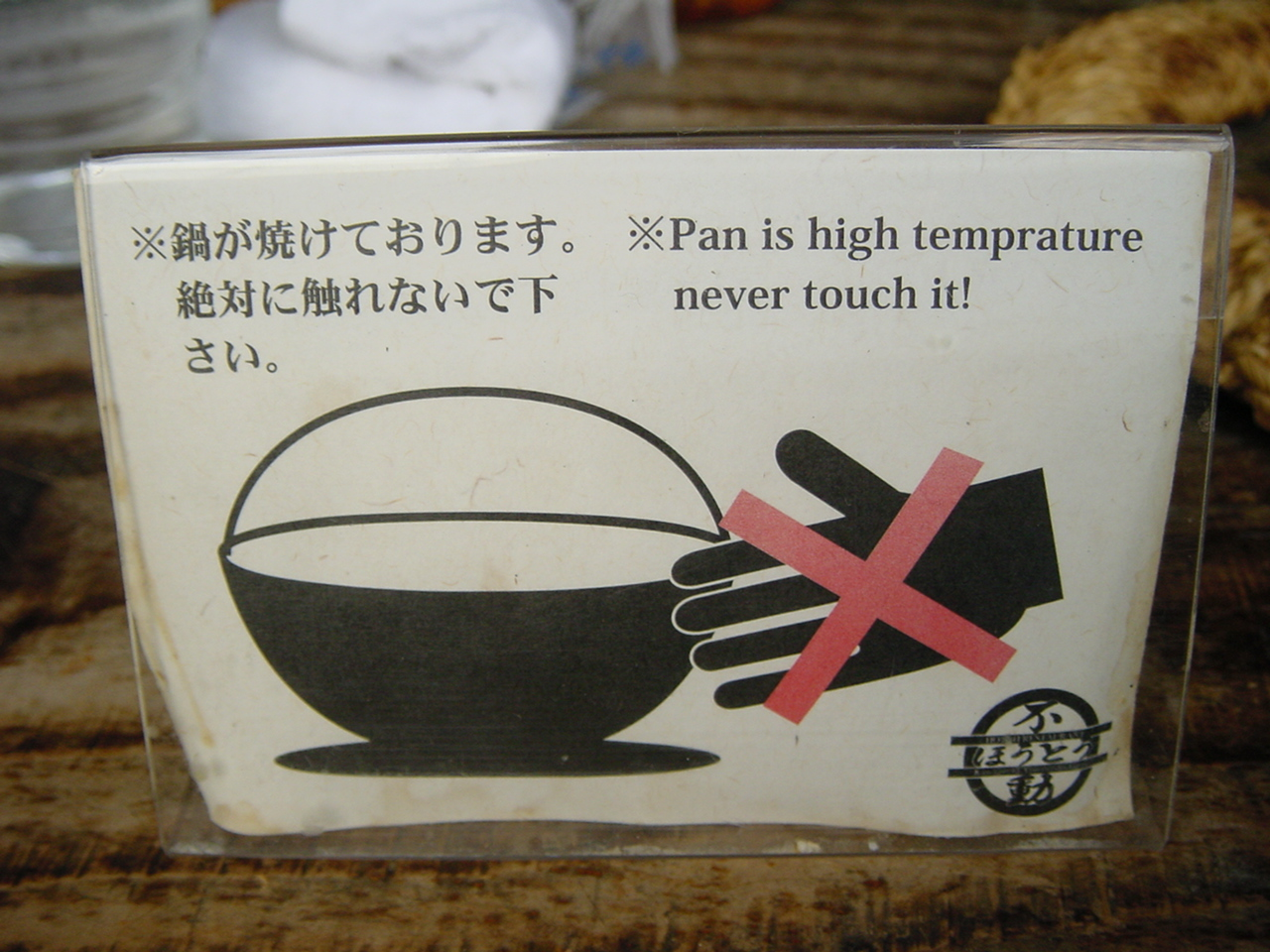
やけど注意（ほうとう鍋）
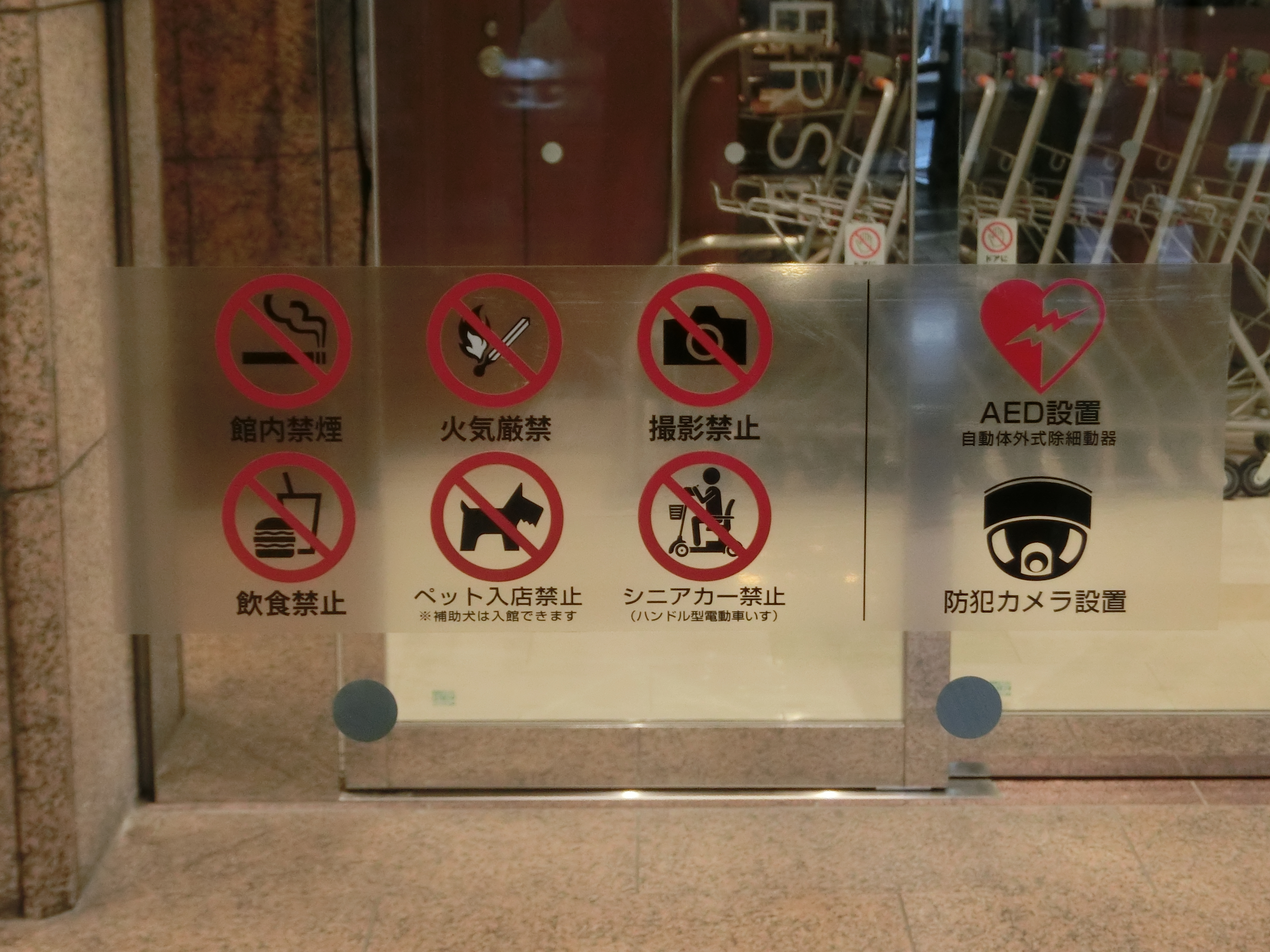
ショッピングセンターに標示されている禁止事項（ラスカ茅ヶ崎 2016年）
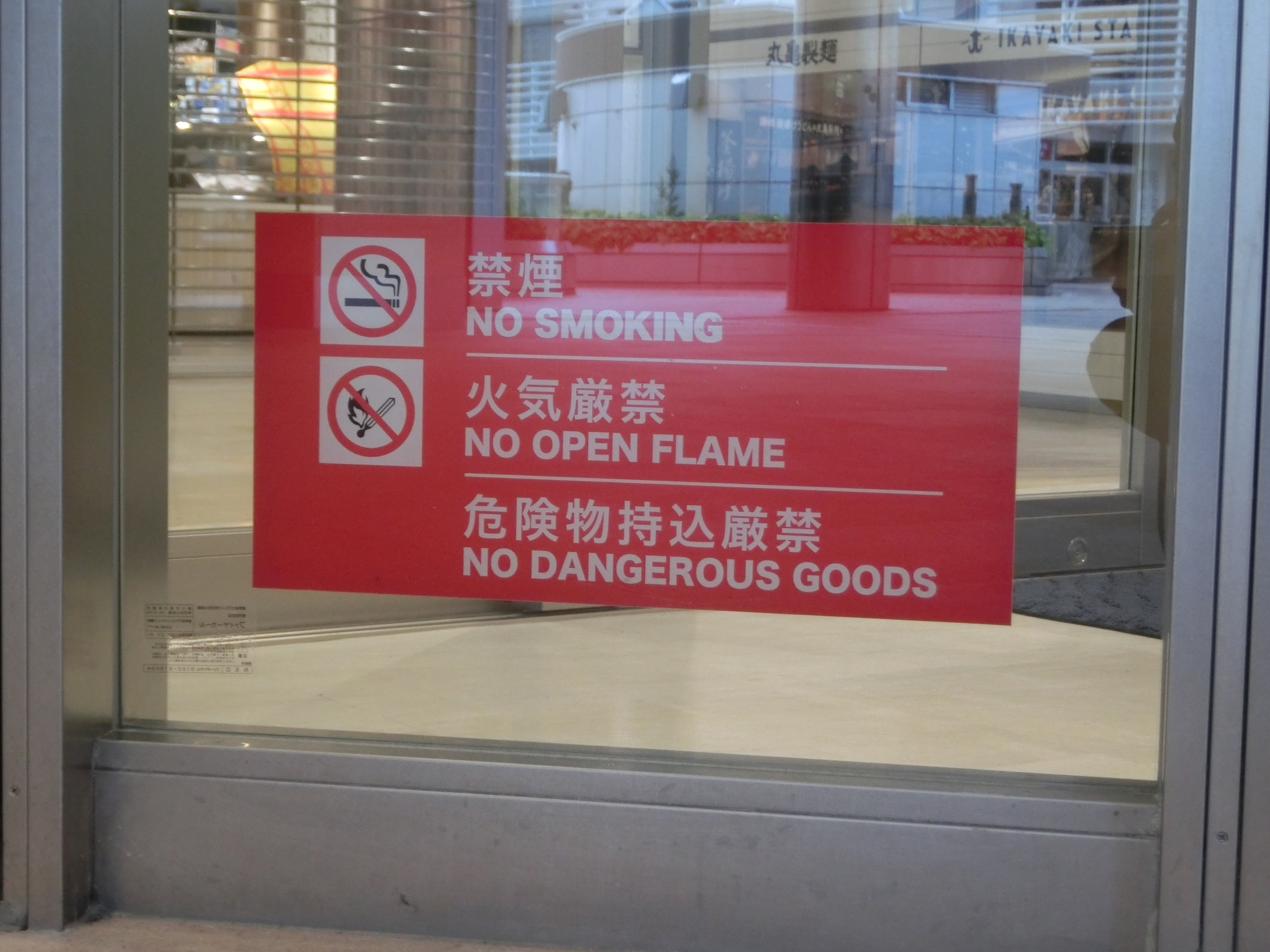
ショッピングセンターに標示されている禁止事項（ラスカ茅ヶ崎 2016年）
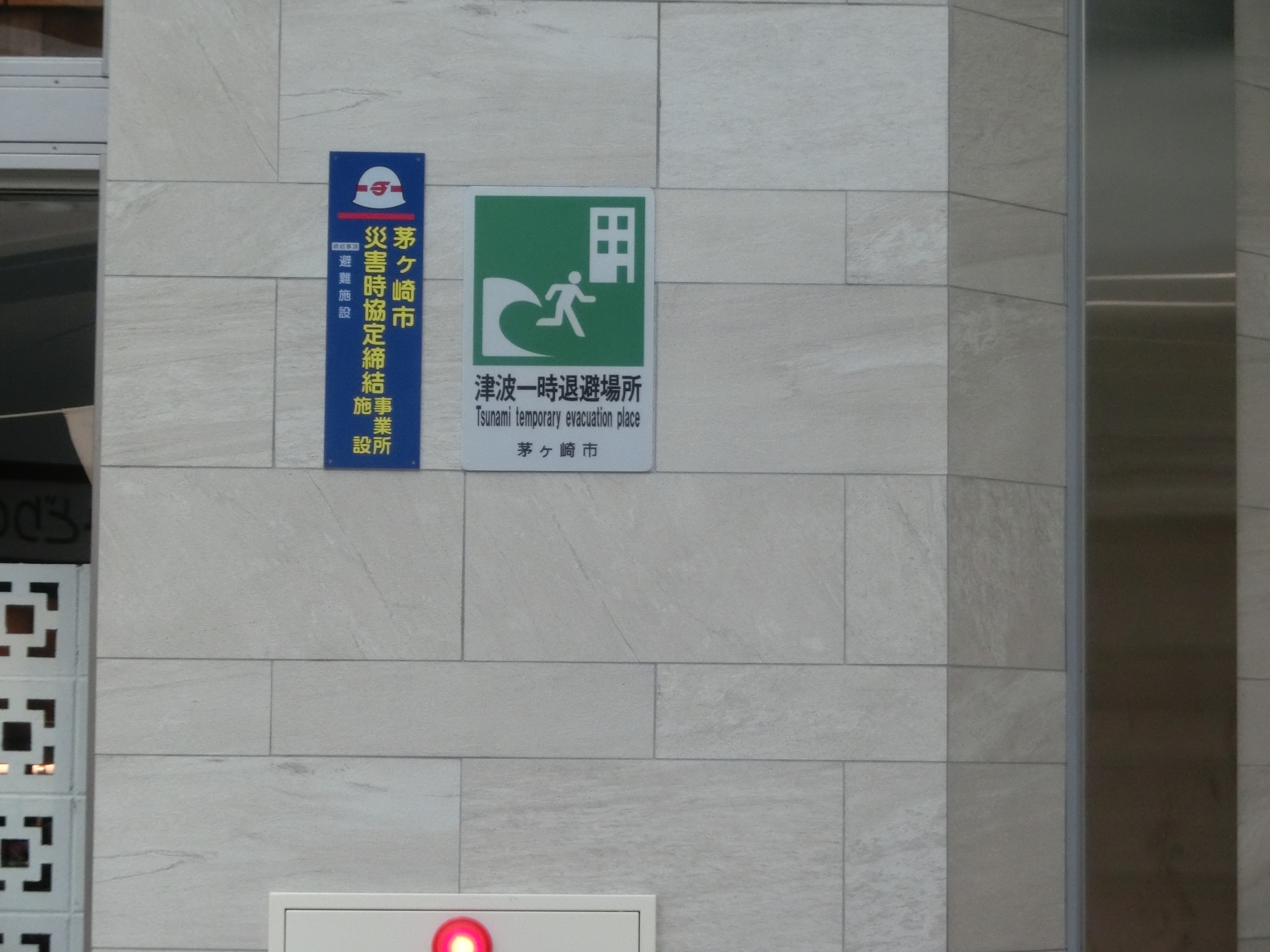
「津波一時避難区域」を表すピクトグラム（JR茅ケ崎駅ビル 2016年）
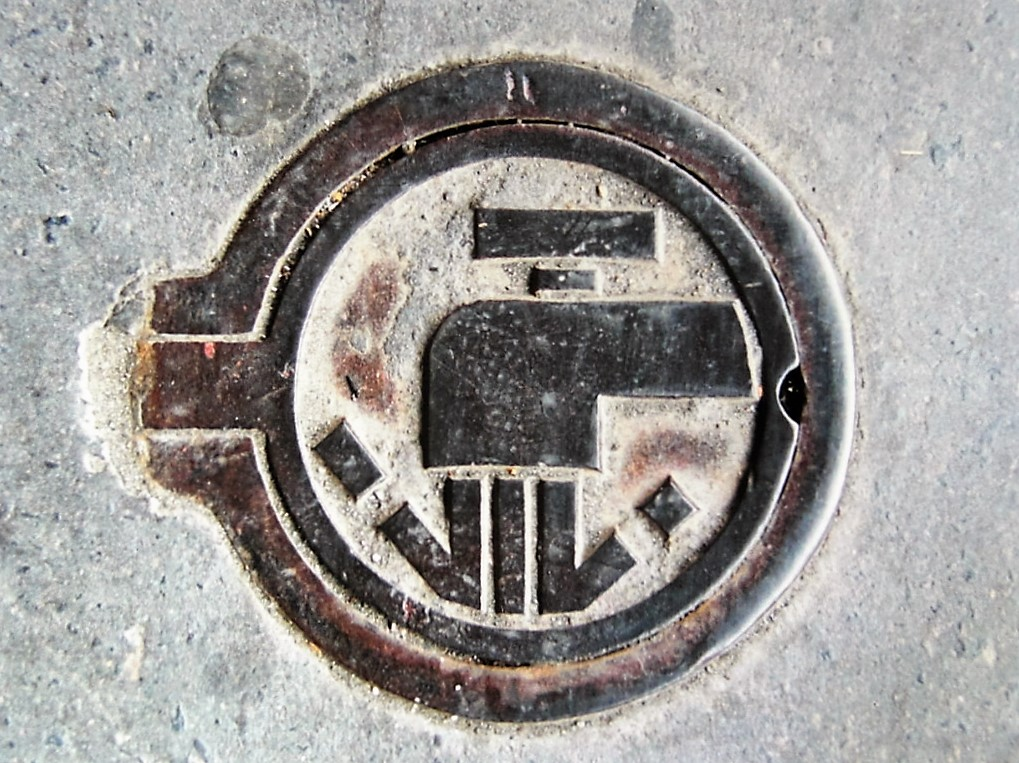
北海道北見市上水道制水弁蓋

## 関連規格
- JIS Z 8210 『案内用図記号』2015年。
- JIS Z 8523 『人間工学－視覚表示装置を用いるオフィス作業－ユーザー向け案内』2007年。
- JIS Z 9101 『安全色及び安全標識―産業環境及び案内用安全標識のデザイン通則』2005年。
- JIS T 0103  コミュニケーション支援用絵記号デザイン原則 2005年。